# Мото Гран-Прі Італії

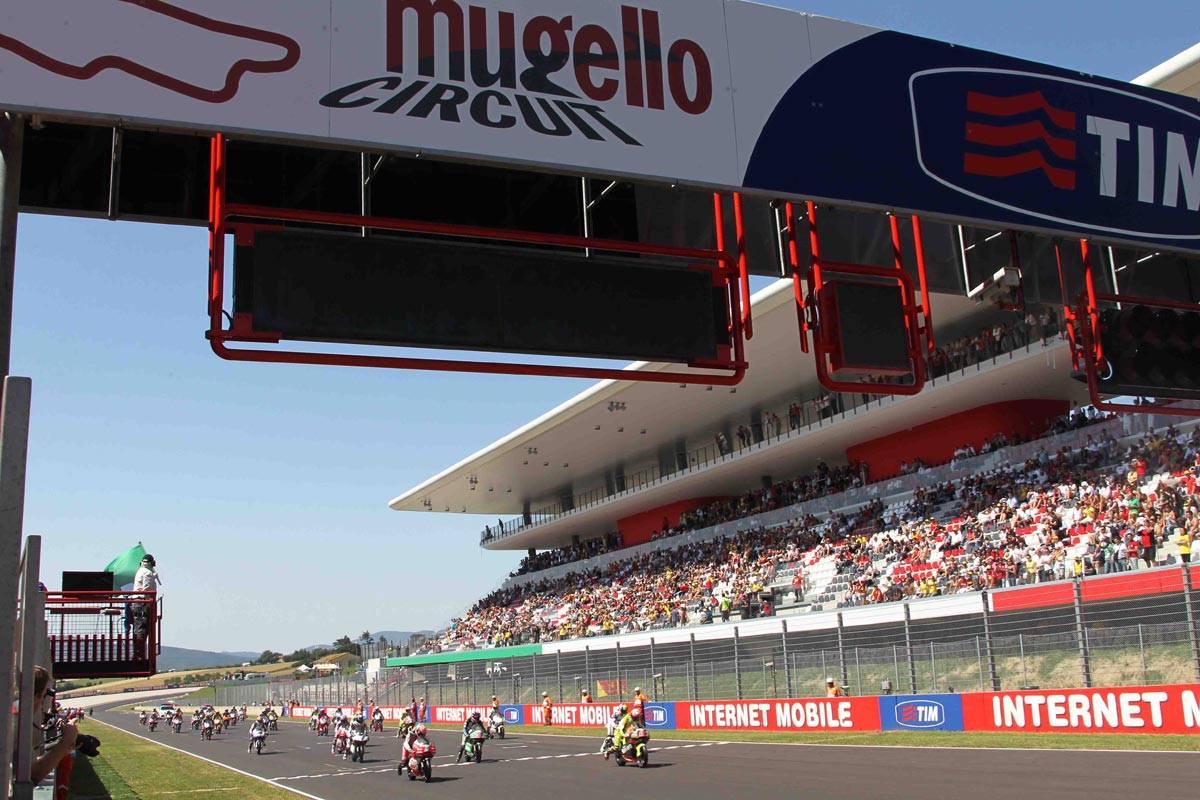
Старт змагань, 2011 рік

Мо́то Гран-Прі Іта́лії (італ. Gran Premio motociclistico d'Italia) — етап змагань чемпіонату світу із шосейно-кільцевих мотогонок MotoGP. Вперше у календарі Гран-Прі з'явилось у 1949 році і до 1990 року було відоме як «Гран-Прі Націй» (італ. Gran Premio delle Nazioni). Перші 23 роки гонки проводились виключно у Монці, з 1972 по 1993 роки етап відбувався на різних треках, з 1994 року проходить у Муджелло.

## Історія
Перше Мото Гран-прі Італії відбулося у 1914 році в Турині. У 1922 році гонка була названа Гран-прі Націй та переїхала до новозбудованого автодрому Монца. Тут відбувався чемпіонат Європи в 1924, 1925, 1932 і 1938 роках. Слід, однак, відзначити, що гонка була перенесена з Монци на Автодром-дель-Літторіо в Римі у 1932 році (ще один раз пройшовши в Монці у 1936), перейнявши стару назву.
Після Другої світової війни, Гран-Прі Націй поновились в 1947 році, відбуваючись на кільці з вулиць в Мілані. Наступного року змагання відбувались у Фаенці.
З уворенням чемпіонату світу Гран-Прі Націй повернулося до автомотодрому в Ломбардії, ставши частиною чемпіонату світу з моменту його створення в 1949 році. У першому сезоні, як не дивно, всі чотири переможці були італійцями; мотоцикли переможців також були італійських виробників: Benelli, Gilera і Mondial FB.
Етап у Монці відбувався до 1973 року (за винятком 1969 і 1972), коли у аварії трагічно загинули Ренцо Пазоліні та Ярно Саарінен В наступні роки змагання відбувались в Імолі, Мізано, Монці.
У 1976 році змагання вперше відбулись у Муджелло. Гонка у класі 500сс тривала понад 62 хвилини. Відтоді конфігурація трасі не змінювалась, довжина кільця 5245 м.
З 1991 року етап носить назву «Гран-Прі Італії».

## Статистика

### Переможці Мото Гран-Прі Італії
| Сезон | Трек     | Moto3             | Moto2            | MotoGP           | Звіт |
| ----- | -------- | ----------------- | ---------------- | ---------------- | ---- |
| 2022  | Муджелло | Серхіо Гарсія     | Педро Акоста     | Франческо Багная | Звіт |
| 2016  | Муджелло | Бред Біндер       | Йоан Зарко       | Хорхе Лоренсо    | Звіт |
| 2015  | Муджелло | Мігел Олівейра    | Естів Рабат      | Хорхе Лоренсо    | Звіт |
| 2014  | Муджелло | Романо Фенаті     | Естів Рабат      | Марк Маркес      | Звіт |
| 2013  | Муджелло | Луї Салом         | Скотт Реддінг    | Хорхе Лоренсо    | Звіт |
| 2012  | Муджелло | Маверік Віньялес  | Андреа Янноне    | Хорхе Лоренсо    | Звіт |
| Сезон | Трек     | 125cc             | Moto2            | MotoGP           | Звіт |
| 2011  | Муджелло | Ніко Тероль       | Марк Маркес      | Хорхе Лоренсо    | Звіт |
| 2010  | Муджелло | Марк Маркес       | Андреа Янноне    | Дані Педроса     | Звіт |
| Сезон | Трек     | 125cc             | 250cc            | MotoGP           | Звіт |
| 2009  | Муджелло | Бредлі Сміт       | Маттіа Пасіні    | Кейсі Стоунер    | Звіт |
| 2008  | Муджелло | Сімоне Корсі      | Марко Сімончеллі | Валентіно Россі  | Звіт |
| 2007  | Муджелло | Гектор Фаубель    | Альваро Баутіста | Валентіно Россі  | Звіт |
| 2006  | Муджелло | Маттіа Пасіні     | Хорхе Лоренсо    | Валентіно Россі  | Звіт |
| 2005  | Муджелло | Габор Талмаші     | Дані Педроса     | Валентіно Россі  | Звіт |
| 2004  | Муджелло | Роберто Локателлі | Себастьян Порто  | Валентіно Россі  | Звіт |
| 2003  | Муджелло | Лючіо Чекінелло   | Мануель Поджиалі | Валентіно Россі  | Звіт |
| 2002  | Муджелло | Мануель Поджиалі  | Марко Меландрі   | Валентіно Россі  | Звіт |
| Сезон | Трек     | 125cc             | 250cc            | 500cc            | Звіт |
| 2001  | Муджелло | Нобору Уеда       | Тетсуї Харада    | Алекс Баррос     | Звіт |
| 2000  | Муджелло | Роберто Локателлі | Шиня Накано      | Лоріс Капіроссі  | Звіт |
| 1999  | Муджелло | Роберто Локателлі | Валентіно Россі  | Алекс Крівіль    | Звіт |
| 1998  | Муджелло | Томомі Манако     | Марселіно Люччі  | Мік Дуейн        | Звіт |
| 1997  | Муджелло | Валентіно Россі   | Макс Б'яджі      | Мік Дуейн        | Звіт |
| 1996  | Муджелло | Петер Отль        | Макс Б'яджі      | Мік Дуейн        | Звіт |
| 1995  | Муджелло | Харучіка Аокі     | Макс Б'яджі      | Мік Дуейн        | Звіт |
| 1994  | Муджелло | Нобору Уеда       | Ральф Вальдман   | Мік Дуейн        | Звіт |
| 1993  | Мізано   | Дірк Родіс        | Жан-Філіп Руджіа | Лука Кадалора    | Звіт |
| 1992  | Муджелло | Езіо Джіанола     | Лука Кадалора    | Кевін Швантс     | Звіт |
| 1991  | Мізано   | Фаусто Грезіні    | Лука Кадалора    | Мік Дуейн        | Звіт |

### Список мотогонщиків, які загинули під час Гран-Прі Італії
| Дата       | Гонщик         | Клас     |
| ---------- | -------------- | -------- |
| 11.09.1954 | Руперт Холлаус | практика |
| 20.05.1973 | Ярно Саарінен  | 250сс    |
| 20.05.1973 | Ренцо Пасоліні | 250сс    |

## Цікаві факти
- У сезоні 2004 року відбулась найкоротша гонка Гран-Прі у Муджелло: внаслідок дощу вона тривала 6 кіл.[2]
- У період 2002-2008 років Валентіно Россі 7 років поспіль здобував перемогу на домашньому етапі в класі MotoGP.[3]
- В сезоні 2016 на період Гран-Прі для іспанських гонщиків Хорхе Лоренсо та Марка Маркеса організаторами змагань було найнято охоронців через небезпеку нападів з боку місцевих вболівальників, пристрасних фанатів місцевого кумира Валентіно Россі[4].